# おじいちゃんは少年探偵
『おじいちゃんは少年探偵』（おじいちゃんはしょうねんたんてい）は、井上よしひさによる日本の漫画作品。略称は「おじタン」。
ジャイブ社の少年漫画雑誌である『月刊コミックラッシュ』2005年9月号に読切作品として登場。その後、同年12月号、2006年1月号と数度の読切掲載を経て、2006年4月号より同誌の連載作品に昇格した。
2006年9月には雑誌刊行元にて発刊されているCR COMICSレーベルより単行本化され発売された。1巻初版の帯には作者である井上の知人であるライトノベル作家・賀東招二よりの推薦文が掲載されている。
内容はジェネレーションギャップや『少年探偵団』的展開のパロディーを主軸としたギャグであるが時折人情話的な展開も盛り込まれ、その際には「家族（世代）の絆」がテーマとなっている。

## あらすじ
昭和30年代。人々がまだ心温かく、されど夜の闇も深く、恐るべき悪人たちが闊歩していた時代。正義に燃え、東京の闇を駆け抜け、人々に希望をもたらす1人の少年探偵がいた。その名は少年ダッシュ。数々の秘密機能を搭載した専用自動車・ダッシュ号を駆り、探偵助手のフミエ、理解者の警察署長である若菜署長、帝都新聞の長田記者と共に様々な難事件を解決していった。しかし、少年ダッシュは宿敵・ドクロ博士の罠にかかり瞬間冷凍装置の中に誘い込まれ、氷の中に閉じ込められてしまった。少年ダッシュは哀れにも氷の棺の中で最期の時を迎えたのであった。
そして、50年近くの時が過ぎた。21世紀初頭である現代、神田川沿い万世橋の近所に住む普通の女子高生である横山ひかりは名探偵であったという祖父が建てた自宅兼元探偵事務所の大掃除の最中、地下室で氷漬けとなっていた少年ダッシュを発見する。そして、ダッシュを閉じ込めていた瞬間冷凍装置はひかりの存在を認めると即座に少年ダッシュを氷の中から解放した。ひかりはダッシュの助手であったフミエの孫で、ダッシュは状況に鑑みるならば他ならぬひかりの祖父にあたるという。かくて「平成の女子高生」と「昭和の少年探偵」という「孫と祖父」によるドタバタの日々が始まったのであった。

## 登場人物

### 主人公
少年ダッシュ / 横山輝明（しょうねんダッシュ / よこやま てるあき）
昭和30年代に活躍した少年探偵。愛車であるダッシュ号を駆り、様々な事件を解決したが、宿敵の手によって氷の中に閉じ込められ50年の時を超え、自らの孫娘にあたる少女ひかりに助けられる。
50年のギャップがあるために様々な場面ではなはだしい勘違いをやらかす事がある。携帯電話を洗脳装置と間違えたり、コスプレ喫茶を悪の秘密組織と思い込んだりするなど悪気無く様々な騒動を巻き起こす。
なお18歳以下の公道での自動車運転は道路交通法違反であるが、彼は「こども免許証」なる特例免許を所持。当初はおもちゃのように見えたが、第4話（連載第1回）で失効無し状態となっており現代でも通用する事が判明。
探偵として様々な秘密道具を所有している。中には勝鬨橋を自らの権限で開閉する事が出来る装置も持っており、ダッシュ号飛行モードの滑走路兼カタパルトとして使用できる（勝鬨橋開閉の凍結は1970年のため、ダッシュはその事実を知らずに機能を利用し現場は一時パニックとなった）。
ひかりの（折檻脅迫という名の）頼みにより周囲の人々には「ひかりの従弟」ということになっている。
乱暴な孫であるひかりだが、「孫」として「命の恩人」として「家族」として大事に思っており、ひかりの存在を守るためにこっそりと時空転移装置の開発に着手している（ダッシュが昭和30年代に帰還できなければひかりが産まれなくなる可能性があるため）。この事からも解るとおり、実はかなりの天才児。
横山ひかり（よこやま ひかり）
自らの祖父にあたる少年ダッシュを瞬間冷凍装置より解放した現代の女子高生。ダッシュを起こしてからは彼の真顔での大ボケぶりに振り回されツッコミ天国の日々。周囲の人々には正気を疑われないためにダッシュの事を従弟だと説明している。当初はダッシュの事を厄介者扱いしていたが、今は家族として受け入れている。髪型はポニーテールあり、ソフトボール部に所属。
急に増えた家族（ダッシュ）の食い扶持を稼ぐため、コスプレ喫茶にてアルバイトに勤しむ。
普段は常識的な女子高生だが、怒ると折檻モードに突入。相手が死ぬのではないかと思ってしまうほどの強烈な攻撃・拷問をツッコミの手段として使用。その速度は対気速度をも超える。
ダッシュの助手であった女性・フミエの孫にもあたり、現代に復活した少年ダッシュ探偵事務所ではフミエの跡を継ぐ形で第1探偵助手となる。しかし、結局はダッシュの「お目付け役」である。

### 周囲の人々
新井奈津子（あらい なつこ）
ひかりの親友の女子高生。同じ学校に通っているメガネをかけた少女。
実は鉄であり、写真好き。ただし、自身は「鉄」や「鉄子」などと呼ばれる事を極端に嫌う。好きな車両は京急800形。オタクな世界にも造詣が深く、趣味の事になると我を忘れる。
傭兵犬・ソースの飼い主。現代に復活した少年ダッシュ探偵事務所の第2助手でありウェブサイト構築担当。
ソース
内乱の続く犬の国・アスワン王国からやってきた傭兵犬。本名・サハラ犬尉。
裏切り者の「クー・チャン犬佐」の粛清を任務としていたがその途中で奈津子と出会い、彼女の元に居つくことに。任務完了後も奈津子の家で暮らし、少年ダッシュ探偵事務所の一員としてその軍用知識を活用。人語を解し、人間と意志の疎通が可能。コンピューターも使いこなし、銃の腕もまさしくプロ。銃整備が毎夜の日課となっている。
モデルは賀東招二のライトノベル『フルメタル・パニック!』の主人公・相良宗介。このキャラ自体がパロディとなっており、賀東の了承済みである。
桑田先輩（くわたせんぱい）
ひかりの通う高校の先輩で、ひかりの憧れの人。一見、純朴。ひかりとダッシュの巻き起こす、様々なトラブルに巻き込まれる。また自身がトラブルを起こす遠因になる事もしばしばだが、本人はその事（トラブルの遠因になっている事や巻き込まれている事）に気付いていない（ように見えていた）。
その正体は内閣調査室の諜報員008号であり、少年ダッシュを現代に留めるために様々な工作を行っていた。ひかりの憧れの人となったのも、トラブルに巻き込まれていたのも、その一つ。一見して純朴に見えるその性格は、ひかりを惹きつけてダッシュの動向を探るためだけに演じていた虚構に過ぎなかった。
ダッシュ捕獲作戦の失敗ならびにひかりとダッシュの昭和30年代への時空転移により、ひかりたちの前から姿を消すが、その際にダッシュが再び現代に戻ってくると、自らの勘による不吉な予言を告げる。
若菜巡査（わかなじゅんさ）
警視庁の交通執行官。ミニパトに乗り、交通違反を取り締まっている女性警官。当初、少年ダッシュを道路交通法違反（未成年による自動車無免許運転）で逮捕しようとしたが、ひかりの問い合わせと上層部よりの特例答申により断念した。
その後、警視総監より直々に少年ダッシュ担当官の命を受ける。この事により警視庁からの少年ダッシュへの協力要請は彼女を通して行われることとなった。
実は、昭和30年代の世界で少年ダッシュと肩を並べて東京の悪と戦った若菜署長の孫娘である。
彼女の元ネタも『フルメタル・パニック!』の登場人物である若菜陽子から来ている。
横山つばさ（よこやま つばさ）
ひかりの母親にしてダッシュの娘。航空会社ポニー空港の国内線パイロットで機長。昭和40年代生まれ。
ピンク・レディーの『UFO』を完璧にフリ付きで唄える。また、ひかりの拷問ツッコミの源流。少女時代『父』の案内で氷付けのダッシュと対面している。
ひかりの父親
ひかりの父親にしてつばさの夫。ダッシュを「お義父さん」と呼ぶ、横山家への入り婿。
南米のドクロア共和国のレアメタル鉱山で採掘用坑道を管理・監督している。同時に特殊なエネルギー鉱石である髑髏石（ドクロストーン）をも採掘している。

### 昭和30年代の人物
横山フミエ（よこやま フミエ）
昭和30年代におけるダッシュ探偵事務所の探偵助手。ひかりの祖母にあたる。
フライトアテンダントやメイドの格好をしていることが多い。
科学者・横山章太郎の一人娘。すなわち彼女自身こそが横山家の直系であり、ダッシュは章太郎がどこからか連れ帰ってきた双子の赤子のうちの一人で養子扱い。
現代ではひかりが産まれる前から行方不明になっているようである。
新井（あらい）
フミエがよく利用する都電の車掌。フミエに気があるらしい。
その名前から奈津子の血縁ではないかとひかりは推測したが、その真偽ははっきりしていない。
長田記者
帝都新聞に所属している、ダッシュ探偵事務所付きの新聞記者。
偽のダッシュによって捕らわれ、そこから逃げ出したひかりをかくまう。

### 宿敵
ドクロ博士（ドクロはかせ）
少年ダッシュを氷漬けにした張本人。そして現代でも様々な事件で、その存在の影を匂わせる謎の人物。
しかし現代においては、まるでダッシュを覚醒させるために敵対したり、サポートをするかのような言動・行動が目立っている。
昭和30年代におけるその正体は、ダッシュの双子の弟であるハインリヒ・横山で、ダッシュと共に自らの能力を世間のために役立てようと志し、あえて自ら悪役となりダッシュに正義の味方を演じさせる事で、世間を希望で満たそうとした。しかし、フミエへの想いのために暴走し、真にダッシュに敵対する悪になりかけ、自らダッシュに倒される事を望む。
現代におけるその正体は、未だ闇の中である。
ゲドリアン女王（ゲドリアンじょおう）
銀河の彼方「インベー星」からやってきたと自称する、悪の女王様。ひかりは当初、コスプレ喫茶の店員として、彼女のコスプレを行い、暴走したダッシュによって店を壊滅させられてしまう。
ひかりはダッシュの妄想と思っていたが、後に「本物」が登場。ダッシュを拉致してトラブルを起こす。しかしその「本物」は、ダッシュに勘を取り戻させるため、ある人物が扮していた偽者であった。
モデルは『電子戦隊デンジマン』のヘドリアン女王。
Q国（キューこく）
世界統一を企む独裁国家。
諜報員は活動時、常に黒い覆面をかぶっている。

## 単行本情報
CR COMICS（ジャイブ刊）
- 第1巻 ISBN 4-86176-332-0
  - FILE01「おじいちゃんは少年探偵」
  - FILE02「友達はイヌメタル・パニック」
  - FILE03「孫娘はメイドヘブン」
  - FILE04「探偵事務所はオールウェイズ」
  - FILE05「博物館はホーンテッド」
  - FILE06「強盗退治はチキチキレース」
  - FILE07「ママはフライング・ハイ」

- 第2巻 ISBN 978-4-86176-379-3
  - FILE08「先輩はドクロ博士!?」
  - FILE09「水着コンテストはバトルロイヤル」
  - FILE10「ママは女スパイ大作戦!?」
  - FILE11「探偵団は未知との遭遇!?」
  - FILE12「少年ダッシュの24時間」
  - FILE13「坂本竜馬は○カップ!?（前編）」
  - FILE14「坂本竜馬は○カップ!?（後編）」

- 第3巻 ISBN 978-4-86176-451-6（最終巻）
  - FILE15「バレインタインは死の行軍!?」
  - FILE16「おばあちゃんズは鉄腕ガール!?」
  - FILE17「スケバン学園は狙われた刑事!?」
  - FILE18「ドクロストーンはトゥームレイダー!?（前編）」
  - FILE19「ドクロストーンはトゥームレイダー!?（後編）」
  - FILE20「さようならおじいちゃん（前編）」
  - FILE21「さようならおじいちゃん（後編）」

- 第4巻 ISBN 978-4-86176-549-0
  - FILE22「時をかけるポニーテール（その1）」
  - FILE23「時をかけるポニーテール（その2）」
  - FILE24「時をかけるポニーテール（その3）」
  - FILE25「時をかけるポニーテール（その4）」
  - FILE26「時をかけるポニーテール（その5）」
  - FILE27「時をかけるポニーテール（その6）」
  - FILE28「時をかけるポニーテール（その7）」

- 第5巻 ISBN 978-4-86176-629-9（最終巻）
  - FILE29「時をかけるポニーテール（その8）」
  - FILE30「時をかけるポニーテール（解決編）」
  - FILE31「おばあちゃんは恋する乙女!?（前編）」
  - FILE32「おばあちゃんは恋する乙女!?（中編）」
  - FILE33「おばあちゃんは恋する乙女!?（後編）」
  - LAST FILE「おじいちゃんは少年探偵」
  - FILE∞ 「馬瀬ダム湯けむり放流殺人事件」